# Dyanne Thorne
Pour les articles homonymes, voir Thorne.
Dyanne Thorne (Dorothy Ann Seib de son vrai nom) est une actrice américaine, née le 14 octobre 1936 à Park Ridge, dans le New Jersey (États-Unis) et morte le 28 janvier 2020 à Las Vegas dans le Nevada,.

## Biographie
Elle devient actrice à la fin des années 50 par l'intermédiaire d'un riche producteur qui fut un temps son amant et suit les cours de l'Actor Studio. Elle se produit sur les planches, avant d'embrayer pour une série de films sexy.
Elle connaît le succès en 1975, avec le film Ilsa, la louve des SS. Elle reprend le rôle dans deux suites Ilsa, gardienne du harem (1976) et Ilsa, la tigresse du goulag (1977), tournant au passage pour Jess Franco dans Greta, la tortionnaire (1977). 
Pourtant, elle reste associée au personnage d'Ilsa, ce qui limite fortement sa carrière par la suite.

## Filmographie

### Cinéma
- 1960 : Who Was That Lady?
- 1962 : Lash of Lust : Claudia
- 1963 : Love with the Proper Stranger : Une musicienne
- 1964 : Sin in the Suburbs : Yvette Talman
- 1965 : Encounter : Une fille méchante
- 1967 : La Folle Mission du docteur Schaeffer (The President's Analyst) de Theodore J. Flicker (en) : La serveuse de cocktail
- 1970 : Love Me Like I Do : Sharon Sloane
- 1971 : The Erotic Adventures of Pinocchio : Fairy Godmother
- 1972 : Blood Sabbath : Alotta, Reine des sorcières
- 1973 : Point of Terror : Andrea
- 1975 : Wham Bam Thank You Spaceman : Hooker
- 1975 : The Swinging Barmaids : Boo-Boo
- 1975 : Ilsa, la louve des SS (Ilsa, She Wolf of the SS) : Ilsa
- 1976 : Ilsa, gardienne du harem (Ilsa, Harem Keeper of the Oil Sheiks) : Ilsa
- 1976 : Beyond Fulfillment : Une hôtesse
- 1976 : Chesty Anderson, USN : Une nurse
- 1977 : Greta, la tortionnaire (Greta - Haus ohne Männer) : Greta/Ilsa
- 1977 : Ilsa, la tigresse du goulag (Ilsa, the Tigress of Siberia) : Ilsa
- 1979 : Up Yours - A Rockin' Comedy : Une manucure
- 1985 : Hellhole : Crysta
- 1987 : Un sketch (Aria) : Une fiancée (segment Liebestod)
- 1987 : Real Men de Dennis Feldman : Dad Pirandello
- 2013 : House of Forbidden Secrets : Greta Gristina
- 2013 : House of the Witchdoctor : Rose

### Télévision
- 1966 : Brigade criminelle (Felony Squad) (Série TV) : Diane Porter / Miss Lucas
- 1968 : Star Trek, (série télévisée) - Saison 2 épisode 17, Une partie des actions de James Komack : La première fille
- 1985 : Space (Série TV) : Entertainer